# Liste der Bodendenkmäler in Prittriching
Auf dieser Seite sind die Bodendenkmäler in der oberbayerischen Gemeinde Prittriching zusammengestellt. Diese Tabelle ist eine Teilliste der Liste der Bodendenkmäler in Bayern. Grundlage ist die Bayerische Denkmalliste, die auf Basis des Bayerischen Denkmalschutzgesetzes vom 1. Oktober 1973 erstmals erstellt wurde und seither durch das Bayerische Landesamt für Denkmalpflege geführt wird. Die folgenden Angaben ersetzen nicht die rechtsverbindliche Auskunft der Denkmalschutzbehörde.

## Bodendenkmäler der Gemeinde Prittriching

### Prittriching
| Lage                                      | Objekt | Akten-Nr.     | Bild                                                          |
| ----------------------------------------- | --- | ------------- | ------------------------------------------------------------- |
| Prittriching (Standort)                   | Siedlung und Abschnittsbefestigung des Jungneolithikums (Münchshöfener Kultur, Altheimer Kultur), der Bronzezeit, der Hallstattzeit, der späten römischen Kaiserzeit sowie des frühen Mittelalters. Siehe auch: neolithikum, Münchshöfener Kultur, Altheimer Kultur, Bronzezeit, Hallstattzeit, Römische Kaiserzeit, Mittelalter | D-1-7731-0004 |                                                               |
| Prittriching (Standort)                   | Verebnete Grabhügel vorgeschichtlicher Zeitstellung. Siehe auch: Hügelgrab | D-1-7731-0007 |                                                               |
| Prittriching (Standort)                   | Verebneter Grabhügel vorgeschichtlicher Zeitstellung. | D-1-7731-0008 |                                                               |
| Prittriching (Standort)                   | Verebnete Grabhügel vorgeschichtlicher Zeitstellung, Siedlung der Bronzezeit sowie Brandgräber der römischen Kaiserzeit. Siehe auch: Brandgrab | D-1-7731-0011 |                                                               |
| Prittriching (Standort)                   | Siedlung der Bronzezeit, Töpferei und Ziegelei der römischen Kaiserzeit sowie Reihengräberfeld des frühen Mittelalters. Siehe auch: Reihengrab | D-1-7731-0012 |                                                               |
| Prittriching (Standort)                   | Siedlung vor- und frühgeschichtlicher Zeitstellung. | D-1-7731-0013 |                                                               |
| Prittriching Eglinger Straße 9 (Standort) | Untertägige spätmittelalterliche und frühneuzeitliche Befunde im Bereich der Katholischen Filialkirche Unsere Liebe Frau in Prittriching und ihres Vorgängerbaus mit zugehöriger Kirchhofbefestigung. | D-1-7731-0015 | Untertägige spätmittelalterliche und frühneuzeitliche Befunde |
| Prittriching (Standort)                   | Siedlung vor- und frühgeschichtlicher Zeitstellung, unter anderem des Neolithikums, der späten Latènezeit und der römischen Kaiserzeit. Siehe auch: Latènezeit | D-1-7731-0018 |                                                               |
| Prittriching (Standort)                   | Siedlung vor- und frühgeschichtlicher Zeitstellung. | D-1-7831-0074 |                                                               |
| Prittriching (Standort)                   | Körpergräber vor- und frühgeschichtlicher Zeitstellung. | D-1-7831-0080 |                                                               |
| Prittriching (Standort)                   | Siedlung des Jungneolithikums (Münchshöfener Kultur), der Frühbronzezeit, der Spätbronze- und Urnenfelderzeit, der Späthallstatt-/Frühlatènezeit, der späten Latènezeit und der römischen Kaiserzeit.. Siehe auch: Münchshöfener Kultur                                                                                          | D-1-7831-0090 |                                                               |
| Prittriching Kirchbergstraße 7 (Standort) | Untertägige mittelalterliche und frühneuzeitliche Befunde im Bereich der Katholischen Pfarrkirche St. Peter und Paul in Prittriching und ihres Vorgängerbaus. | D-1-7831-0113 | Untertägige mittelalterliche und frühneuzeitliche Befunde     |
| Prittriching (Standort)                   | Siedlung der mittleren und späten Bronzezeit | D-1-7831-0162 |                                                               |

### Winkl
| Lage                            | Objekt | Akten-Nr.     | Bild                                                      |
| ------------------------------- | --- | ------------- | --------------------------------------------------------- |
| Winkl (Standort)                | Brandgräber der römischen Kaiserzeit. | D-1-7831-0038 |                                                           |
| Winkl (Standort)                | Siedlung des Mittel- und Jungneolithikums, der Urnenfelderzeit, der Späthallstatt-/Frühlatènezeit und der mittleren und späten römischen Kaiserzeit.   | D-1-7831-0089 |                                                           |
| Winkl Lindenstraße 2 (Standort) | Untertägige mittelalterliche und frühneuzeitliche Befunde im Bereich der Katholischen Pfarrkirche St. Peter und Paul in Winkl und ihres Vorgängerbaus. | D-1-7831-0115 | Untertägige mittelalterliche und frühneuzeitliche Befunde |
| Winkl (Standort)                | Siedlung vorgeschichtlicher Zeitstellung, unter anderem des Neolithikums, der Bronzezeit und der Hallstattzeit, sowie der römischen Kaiserzeit.        | D-1-7831-0156 |                                                           |
| Winkl (Standort)                | Siedlungs vorgeschichtlicher Zeitstellung, unter anderem des Altneolithikums (Linearbandkeramik). Siehe auch: Linearbandkeramik                        | D-1-7831-0160 |                                                           |